# Папа Пије II
Папа Пије II (18. октобар 1405-15. август 1464), био је папа (19. августа 1458-15. августа 1464). Пије је наследио на папској столици папу Калиста III. Пије је био велики проповедник хришћанске солидарности и нада хришћанства.

## Пије покушава да помири Матију Корвина са Фридрихом III
Пије је покушавао да организује нови крсташки рат против Османлија, а да би то постигао требало је да помири угарског краља Матију Корвина са немачким краљем Фридрихом III, пошто су ти владари били најмоћнији у Европи. Пије је због тога сазвао сабор у Мантови да би их помирио и Фридриха прогласио за капетана хришћанства, али тај покушај је био узалудан, а рат између обеју краљевствасе наставио.

## Односи са Босном
За време папства папе Пија склопљен је савез са Босном, на опште незадовољство Угарске. Краљ Босне Стефан Томаш је 23. марта 1461. године постао вазал Папе Пија, а Томашов наследник Стефан је од Пија добио круну и у новембру се свечано крунисао у Јајцу. Турци су убрзо после тога 1463. године покорили Босну.

## Крсташки рат против Османлија и смрт
Пије је наговорио Матију Корвина и млетачког дужда Кристофора Мороа да склопе савез против Османлија и они су у јесен освојили Босну и Мореју. Пије је био толико задовољан резултатом рата да је са хришћанском флотом маја 1464. године дошао у Анкону, одакле је хтео да им се придружи, али је умро 15. маја 1464. године, а наследио га је папа Павле II.